# Lista odcinków serialu Doktor Hart
Poniżej znajduje się lista odcinków serialu telewizyjnego Doktor Hart ("Hart of Dixie") – emitowanego przez amerykańską stację telewizyjną The CW od 26 września 2011 r. W Polsce emitowany od 17 grudnia 2012 roku przez stację Fox Life

## Przegląd serii
| Sezon | Sezon | Odcinki | Oryginalna emisja   | Oryginalna emisja | Oryginalna emisja | Oryginalna emisja    | Oryginalna emisja |
| Sezon | Sezon | Odcinki | Premiera sezonu     | Finał sezonu      | Premiera sezonu   | Finał sezonu         |                   |
| ----- | ----- | ------- | ------------------- | ----------------- | ----------------- | -------------------- | ----------------- |
|       | 1     | 22      | 26 września 2011    | 14 maja 2012      | 17 grudnia 2012   | 20 maja 2013         |                   |
|       | 2     | 22      | 2 października 2012 | 7 maja 2013       | 12 sierpnia 2013  | 21 października 2013 |                   |
|       | 3     | 22      | 7 października 2013 | 16 maja 2014      | brak danych       | brak danych          |                   |
|       | 4     | 10      | 15 grudnia 2014     | 27 marca 2015     |                   |                      |                   |

## Sezon 1 (2011-2012)
| #  | Tytuł                        | Polski tytuł                    | Reżyseria        | Scenariusz        | Premiera             | Premiera         |
| -- | ---------------------------- | ------------------------------- | ---------------- | ----------------- | -------------------- | ---------------- |
| 1  | Pilot                        | Pilot                           | Jason Ensler     | Leila Gerstein    | 26 września 2011     | 17 grudnia 2012  |
| 2  | Parades & Pariahs            | Parady i Pariasi                | Jason Ensler     | Leila Gerstein    | 3 października 2011  | 24 grudnia 2012  |
| 3  | Gumbo & Glory                | Najlepsze gumbo w mieście       | Andrew McCarthy  | David Babcock     | 10 października 2011 | 7 stycznia 2013  |
| 4  | In Havoc & In Heat           | Fala upałów                     | David Paymer     | Rina Mimoun       | 17 października 2011 | 14 stycznia 2013 |
| 5  | Faith & Infidelity           | Zdrada i zaufanie               | Ron Lagomarsino  | Debra Fordham     | 24 października 2011 | 21 stycznia 2013 |
| 6  | The Undead & The Unsaid      | Niedopowiedzenie                | Tom Amandes      | Donald Todd       | 7 listopada 2011     | 28 stycznia 2013 |
| 7  | The Crush & The Crossbow     | Kuszenie                        | David Paymer     | Leila Gerstein    | 14 listopada 2011    | 4 lutego 2013    |
| 8  | Homecoming & Coming Home     | Bal licealny                    | Jeremiah Chechik | Rina Mimoun       | 21 listopada 2011    | 11 lutego 2013   |
| 9  | The Pirate & The Practice    | Prywatna praktyka               | Joe Lazarov      | Debra Fordham     | 28 listopada 2011    | 18 lutego 2013   |
| 10 | Hairdos & Holidays           | Świąteczny konkurs piękności    | David Paymer     | David Babcock     | 5 grudnia 2011       | 25 lutego 2013   |
| 11 | Hell’s Belles                | Piękność z piekła rodu          | Janice Cooke     | Donald Todd       | 23 stycznia 2012     | 4 marca 2013     |
| 12 | Mistress & Misunderstandings | Nieporozumienie                 | James Hayman     | Beth Schwartz     | 30 stycznia 2012     | 11 marca 2013    |
| 13 | Sweetie Pies & Sweaty Palms  | Wieczorek taneczny              | Patrick Norris   | Leila Gerstein    | 6 lutego 2012        | 18 marca 2013    |
| 14 | Aliens & Aliases             | Ukryta tożsamość                | Tom Amandes      | Debra Fordham     | 13 lutego 2012       | 25 marca 2013    |
| 15 | Snowflakes & Soulmates       | Bratnia dusza                   | Andy Wolk        | David Babcock     | 20 lutego 2012       | 1 kwietnia 2013  |
| 16 | Tributes & Triangles         | Człowiek roku                   | Joe Lazarov      | Michelle Paradise | 27 lutego 2012       | 8 kwietnia 2013  |
| 17 | Heart to Hart                | Od serca                        | Tim Matheson     | Rina Mimoun       | 9 kwietnia 2012      | 15 kwietnia 2013 |
| 18 | Bachelorettes & Bullets      | Wieczór panieński i kawalerski  | Patrick Norris   | Donald Todd       | 16 kwietnia 2012     | 22 kwietnia 2013 |
| 19 | Destiny & Denial             | Przeznaczenie i zaprzeczenie    | David Paymer     | Leila Gerstein    | 23 kwietnia 2012     | 29 kwietnia 2013 |
| 20 | The Race & the Relationship  | Wyścig czy związek              | Ron Lagomarsino  | Alex Katsnelson   | 30 kwietnia 2012     | 6 maja 2013      |
| 21 | Disaster Drills & Departures | Ćwiczenia na wypadek katastrofy | Jeremiah Chechik | Donald Todd       | 7 maja 2012          | 13 maja 2013     |
| 22 | The Big Day                  | Wielki dzień                    | Tim Matheson     | Leila Gerstein    | 14 maja 2012         | 20 maja 2013     |

## Sezon 2 (2012-2013)
W Polsce premierowe odcinki drugiego sezonu serialu są emitowane od 12 sierpnia 2013 roku na kanale Fox Life.
| #  | Tytuł                          | Polski tytuł                        | Reżyseria        | Scenariusz                      | Premiera             | Premiera             |
| -- | ------------------------------ | ----------------------------------- | ---------------- | ------------------------------- | -------------------- | -------------------- |
| 1  | I Fall to Pieces               | W rozsypce                          | Tim Matheson     | Leila Gerstein                  | 2 października 2012  | 12 sierpnia 2013     |
| 2  | Always on My Mind              | Nigdy nie zapomnę                   | Anton Cropper    | Carter Covington                | 9 października 2012  | 12 sierpnia 2013     |
| 3  | If It Makes You Happy          | Jeśli to Cię uszczęśliwi            | Elodie Keene     | Alex Taub                       | 16 października 2012 | 19 sierpnia 2013     |
| 4  | Suspicious Minds               | Podejrzliwy umysł                   | John Stephens    | Jamie Gorenberg                 | 23 października 2012 | 19 sierpnia 2013     |
| 5  | Walkin' After Midnight         | Nocny spacerek                      | Joe Lazarov      | Veronica Becker, Sarah Kucserka | 30 października 2012 | 26 sierpnia 2013     |
| 6  | I Walk the Line                | Na krawędzi                         | Tim Matheson     | Donald Todd                     | 13 listopada 2012    | 26 sierpnia 2013     |
| 7  | Baby, Don't Get Hooked on Me   | Dziecinko, nie zakochuj się we mnie | Michael Schultz  | Carter Covington                | 20 listopada 2012    | 2 września 2013      |
| 8  | Achy Breaky Hearts             | Zbolałe, złamane serca              | Janice Cooke     | Alex Taub                       | 27 listopada 2012    | 2 września 2013      |
| 9  | Sparks Fly                     | Sypią się iskry                     | Norman Buckley   | Jamie Gorenberg                 | 4 grudnia 2012       | 9 września 2013      |
| 10 | Blue Christmas                 | Smutne Boże Narodzenie              | Patrick Norris   | Leila Gerstein                  | 11 grudnia 2012      | 9 września 2013      |
| 11 | Old Alabama                    | Stara Alabama                       | David Paymer     | Veronica Becker, Sarah Kucserka | 15 stycznia 2013     | 16 września 2013     |
| 12 | Islands in the Stream          | Nierozłączni                        | Joe Lazarov      | Donald Todd                     | 22 stycznia 2013     | 16 września 2013     |
| 13 | Lovesick Blues                 | Miłosny blues                       | Ron Lagomarsino  | Alex Taub                       | 29 stycznia 2013     | 23 września 2013     |
| 14 | Take Me Home, Country Roads    | Nie ma jak w domu                   | Jeremiah Chechik | Carter Covington                | 5 lutego 2013        | 23 września 2013     |
| 15 | The Gambler                    | Hazardzista                         | Jim Hayman       | Dan Steele                      | 19 lutego 2013       | 30 września 2013     |
| 16 | Where I Lead Me                | Dokąd zmierzam                      | Kevin Mock       | Leila Gerstein                  | 26 lutego 2013       | 30 września 2013     |
| 17 | We Are Never Ever Getting Back | Z nami koniec                       | David Paymer     | Jamie Gorenberg                 | 5 marca 2013         | 7 października 2013  |
| 18 | Why Don't We Get Drunk?        | Upijmy się                          | Rebecca Asher    | Veronica Becker, Sarah Kucserka | 9 kwietnia 2013      | 7 października 2013  |
| 19 | This Kiss                      | Pocałunek                           | Bethany Rooney   | Leila Gerstein                  | 16 kwietnia 2013     | 14 października 2013 |
| 20 | If Tomorrow Never Comes        | Gdy nie będzie jutra                | Jim Hayman       | Alex Taub                       | 23 kwietnia 2013     | 14 października 2013 |
| 21 | I'm Moving On                  | Nadchodzą zmiany                    | Janice Cooke     | Donald Todd                     | 30 kwietnia 2013     | 21 października 2013 |
| 22 | On the Road Again              | Znów w drodze                       | Tim Matheson     | Leila Gerstein, Len Goldstein   | 7 maja 2013          | 21 października 2013 |

## Sezon 3 (2013-2014)
Premierowy odcinek 3 sezonu został wyemitowany 7 października 2013 roku.
| #  | Tytuł                             | Polski tytuł | Reżyseria            | Scenariusz                    | Premiera             | Premiera     |
| -- | --------------------------------- | ------------ | -------------------- | ----------------------------- | -------------------- | ------------ |
| 1  | Who Says You Can't Go Home        | brak danych  | Bethany Rooney       | Leila Gerstein                | 7 października 2013  | nieemitowany |
| 2  | Friends in Low Places             | brak danych  | Elodie Keene         | Sheila Lawrence               | 14 października 2013 | nieemitowany |
| 3  | Take This Job and Shove It        | brak danych  | Jim Hayman           | Alex Taub                     | 21 października 2013 | nieemitowany |
| 4  | Help Me Make It Through The Night | brak danych  | Tim Matheson         | Jamie Gorenberg               | 28 października 2013 | nieemitowany |
| 5  | How Do You Like Me Now            | brak danych  | David Paymer         | Sarah Kucserka, Veronica West | 4 listopada 2013     | nieemitowany |
| 6  | Family Tradition                  | brak danych  | Jim Hayman           | Dan Steele                    | 11 listopada 2013    | nieemitowany |
| 7  | I Run To You                      | brak danych  | Brandi Bradburn      | Sheila Lawrence               | 18 listopada 2013    | nieemitowany |
| 8  | Miracles                          | brak danych  | David Paymer         | Leila Gerstein                | 25 listopada 2013    | nieemitowany |
| 9  | Something to Talk About           | brak danych  | Mary Lou Belli       | Alex Taub                     | 13 stycznia 2014     | nieemitowany |
| 10 | Star of the Show                  | brak danych  | John Stephens        | Kendall Sand                  | 20 stycznia 2014     | nieemitowany |
| 11 | One More Last Chance              | brak danych  | Kevin Mock           | Jamie Gorenberg               | 27 stycznia 2014     | nieemitowany |
| 12 | Should've Been a Cowboy           | brak danych  | Les Butler           | Sarah Kucserka, Veronica West | 3 lutego 2014        | nieemitowany |
| 13 | Act Naturally                     | brak danych  | Patrick Norris       | Dan Steele                    | 10 lutego 2014       | nieemitowany |
| 14 | Here You Come Again               | brak danych  | Janice Cooke         | Sheila Lawrence               | 21 marca 2014        | nieemitowany |
| 15 | Ring of Fire                      | brak danych  | Kevin Mock           | Alex Taub                     | 28 marca 2014        | nieemitowany |
| 16 | Carrying Your Love with Me        | brak danych  | Tim Matheson         | Leila Gerstein                | 4 kwietnia 2014      | nieemitowany |
| 17 | A Good Run of Bad Luck            | brak danych  | Ricardo Mendez Matta | Sarah Kucserka, Veronica West | 11 kwietnia 2014     | nieemitowany |
| 18 | Back in the Saddle Again          | brak danych  | Rebecca Asher        | Kendall Sand                  | 18 kwietnia 2014     | nieemitowany |
| 19 | A Better Man                      | brak danych  | David Paymer         | Jamie Gorenberg               | 25 kwietnia 2014     | nieemitowany |
| 20 | Together Again                    | brak danych  | Michael Schultz      | Sheila Lawrence, Dan Steeler  | 2 maja 2014          | nieemitowany |
| 21 | Stuck                             | brak danych  | Mary Lou Belli       | Alex Taub                     | 9 maja 2014          | nieemitowany |
| 22 | Second Chance                     | brak danych  | Bethany Rodney       | Leila Gerstein                | 16 maja 2014         | nieemitowany |

## Sezon 4 (2014-2015)
8 maja 2014 roku, stacja The CW zamówiła 4 sezon Doktor Hart 
| #  | Tytuł               | Polski tytuł | Reżyseria            | Scenariusz                  | Premiera         | Premiera     |
| -- | ------------------- | ------------ | -------------------- | --------------------------- | ---------------- | ------------ |
| 1  | Kablang             | brak danych  | David Paymer         | Leila Gerstein              | 15 grudnia 2014  | nieemitowany |
| 2  | The Curling Iron    | brak danych  | Michael Schultz      | April Blair                 | 16 stycznia 2015 | nieemitowany |
| 3  | The Very Good Bagel | brak danych  | Richard W. Abramitis | Kendall Sand                | 23 stycznia 2015 | nieemitowany |
| 4  | Red Dye #40         | brak danych  | Bethany Rooney       | Tamar Laddy, Ari Posner     | 30 stycznia 2015 | nieemitowany |
| 5  | Bar-Be-Q Burritos   | brak danych  | Les Butler           | Adam Milch                  | 6 lutego 2015    | nieemitowany |
| 6  | Alabama Boys        | brak danych  | Mary Lou Belli       | Leila Gerstein, April Blair | 20 lutego 2015   | nieemitowany |
| 7  | The Butterstick Tab | brak danych  | Ricardo Mendez Matta | Amy Roy                     | 27 lutego 2015   | nieemitowany |
| 8  | 61 Candles          | brak danych  | Brandi Bradburn      | April Blair,Tamar Laddy     | 6 marca 2015     | nieemitowany |
| 9  | End of Days         | brak danych  | Tim Matheson         | Adam Milch, Kendall Sand    | 20 marca 2015    | nieemitowany |
| 10 | Bluebell            | brak danych  | David Payer          | Leila Gerstein              | 27 marca 2015    | nieemitowany |